# Kurek (Góry Krucze)
Kurek (niem. Hahnberg, 418 m n.p.m.) – szczyt w Górach Kruczych.